# August Fick
August Fick est un linguiste allemand (né à Petershagen le 5 mai 1833, mort à Hildesheim ou Wrocław, 24 mars 1916)

## Biographie
August Fick est notamment l'auteur d'un "dictionnaire de la langue indo-germanique" (1870). Dans la filiation de Franz Bopp et des néo-grammairiens allemands, il entame le premier une recherche systématique des étymons de la langue-mère indo-européenne (proto-indo-européen) en se basant sur les règles de phonétique historique établies notamment par les frères Grimm. Il poursuit ainsi la tentative d'August Friedrich Pott et de son essai de dictionnaire des racines IE. Il fut également fortement influencé par la Stammbaumtheorie (de) d'August Schleicher.
Il occupa la chaire de grammaire comparée de l'université de Göttingen.